# دانيال تايلور (لاعبة كرة قدم)
دانيال تايلور (بالإنجليزية: Danielle Taylor)‏ هي لاعبة كرة قدم نيوزيلندية، ولدت في 1984. شاركت مع منتخب نيوزيلندا لكرة القدم للسيدات.